# Paragraftecken
Paragraftecken, §, utmärker avsnitt i lagtext, stadgar, protokoll och liknande. Paragraftecken före siffra (§ 7) utläses paragraf sju, paragraftecken efter siffra (7 §) utläses sjunde paragrafen. Mellanrum används alltid mellan paragraftecknet och siffran.
Paragraftecknet placeras normalt sett bakom siffran (7 §) i författningar, såsom lagtexter, medan den placeras framför siffran (§ 7) i frivilliga överenskommelser såsom avtal, stadgar och liknande. 
Tecknet används på grund av sin karaktär normalt enbart tillsammans med siffror. Det kan dock vid studentikos stavning vid juridisk fakultet ersätta bokstaven s, så att till exempel ordet "spex" blir stavat "§pex" eller "§pecks".
När det i juridisk doktrin och i rättsliga handlingar hänvisas till flera paragrafer, dubbeltecknas ofta paragraftecknet (t.ex. "3, 4 och 7 §§"). Tecknen utläses då som "tredje, fjärde och sjunde paragrafer(na)", på samma sätt som exempelvis "s." för "sida" dubbeltecknas när man avser flera sidor i litteraturhänvisningar. Språkrådet avråder från dubbelteckning i boken Svenska skrivregler, men i skriften Myndigheternas skrivregler godkänns en sådan användning.
Tecknet är skapat av två S och står för signum sectionis, latin för "tecken" mellan "stycke" och användes alltså just för att markera nytt stycke i en text. Därifrån har det kommit att överföras till sin nuvarande, något annorlunda användning, eftersom en lagparagraf ofta innehåller flera textstycken.
Paragraftecknet används regelbundet i nordisk och tysk lagtext, normalt inte i anglosaxisk. På engelska står ordet "paragraph" just för "stycke" i text, medan en lagparagraf kallas "section", och det förekommer att när engelsk text hänvisar till svensk lag, ersätts §-tecknet med "s.".